# اوسبیو کاستیجلیانو
اوسبیو کاستیجلیانو (به ایتالیایی: Eusebio Castigliano) بازیکن فوتبال و اهل ایتالیا است 

## تیم ملی
از سال ۱۹۴۵ میلادی عضو تیم ملی فوتبال ایتالیا بوده و در ۷ بازی ملی حضور داشته‌است. او در بازی‌های ملی‌اش ۱ گل به ثمر رساند.
اوسبیو کاستیجلیانو آخرین بازی ملی خود را در سال ۱۹۴۹ میلادی انجام داد.